# Alejandro Eder
Álvaro Alejandro Eder Garcés (Washington D.C., 1 de diciembre de 1975) es un empresario y político colombiano de ascendencia letona y británica. Actualmente se desempeña como alcalde de Cali para el periodo 2024-2027.
Es especialista en políticas de Seguridad Internacional y Resolución de conflictos. Fue el director de la Agencia Colombiana para la Reintegración.

## Biografía

### Primeros años y familia
Nació el 1 de diciembre de 1975 en la ciudad de Washington D. C. (Estados Unidos), es hijo de Henry Eder quien fue alcalde de Cali en el periodo de 1986-1988 y es nieto de Harold Eder, fundador de Ingenios Manuelita S.A. y primer secuestrado por las FARC-EP en 1965, quien falleció cuando los secuestradores no permitieron brindarle atención médica. El M-19 intentó secuestrar a su madre y luego plagió a una tía.
Terminó su bachillerato en el Colegio Bolívar en Cali. Es graduado de Relaciones Internacionales y Filosofía en Hamilton College, y cursó una especialización en Políticas de Seguridad Internacional y Resolución de Conflictos y un máster en Relaciones Internacionales en la Universidad de Columbia. 
El 15 de agosto de 2015 se casó con la modelo y actriz Taliana Vargas. Su boda se realizó en Palmira en el departamento del Valle del Cauca, en el Ingenio Manuelita, y tienen 2 hijos

## Trayectoria política
En el año 2006, asesoró el rediseño estratégico de la política nacional de Reintegración del gobierno de Álvaro Uribe. Entre 2007 y 2010 fue asesor político y gerente de la Unidad de Cooperación y Relaciones Internacionales de la Alta Consejería para la Paz y la Reintegración con Frank Pearl como director de esa cartera. Como vocero internacional Logró que la comunidad internacional avalara la Política Nacional de Reintegración del gobierno de Álvaro Uribe como también de las iniciativas de construcción de la paz que incluyen la Ley de Justicia y Paz, programas de prevención de reclutamiento infantil, y el proceso de desarme, desmovilización y reintegración. Cuenta con una amplia experiencia trabajando con poblaciones vulnerables como jóvenes en alto riesgo, madres cabezas de familia y víctimas del conflicto armado.

### Alto Consejero Presidencial Para la Reintegración
En 2010, en el gobierno de Juan Manuel Santos, Eder se posesionó como el nuevo Alto Consejero Presidencial Para la Reintegración, hizo parte del equipo  que lideró el Acuerdo General en La Habana (Cuba) de 2012 que permitió la instalación de la mesa de diálogo con las Fuerzas Armadas Revolucionarias de Colombia- Ejército del Pueblo (FARC-EP) y posteriormente participó como negociador alterno en los diálogos de paz que se adelantaron en La Habana, entre el Gobierno de Colombia y las FARC-EP.

### Primera candidatura a la alcaldía de Cali
En las elecciones locales de Cali de 2019, fue candidato ciudadano independiente por firmas para la alcaldía de Cali, por el movimiento Compromiso Ciudadano, logrando 134.000 votos, convirtiéndose en el líder del movimiento con mayor votación ciudadana después de Sergio Fajardo.

### Alcaldía de Cali
En las elecciones locales de Cali de 2023, fue elegido como alcalde de Cali.